# Божа тварина
«Божа тварина» (рос. «Божья тварь») — радянський художній фільм 1991 року режисера Галини Данелії-Юркової.

## Сюжет фільму
Пізня радянська епоха. Олексій Сичов (Сергій Шакуров) працює художником-реставратором. У нього є дівчина — Марія (Ірина Шмельова), медсестра. Вирушаючи на її день народження, він заїжджає за нею на роботу в лікарню і бачить, що Марія з колегою заспокоюють пацієнта-хлопчину. Біля входу в палату стоїть модна дівчинка, яка повідомляє йому, що це її брат. Пізніше, коли Олексій садить Марію у свою машину, вона напрошується до них під'їхати «в центр», а потім проникає до них у квартиру через вікно, поводячись при цьому досить вільно і незалежно.
У спробі позбутися цієї настирливої дівчини, на ім'я Шура (і прізвисько «Кет»), Олексій збирається їхати на роботу, в монастир, що реставрується, але вона і тут виявляється наполегливою і напрошується їхати разом з ним. Дорогою назад герой зупиняється на узбіччі, щоб купити пиріжки. Повертається і бачить, що Кет зникла, і разом з нею зникла старовинна цінна ікона, яку він взяв з монастиря додому… Олексій розлючений, він відправляється на пошуки ікони, хоча вдома його чекає на своєму дні народження його Марія.
Йому доведеться зіткнутися з неформальною молодіжною тусовкою — рокери, байкери, металісти, потрапити з її вини під безліч неприємних ситуацій. А причиною всьому дівчинка, на ім'я Шурочка, злодійка і «шибайголова», якій не вистачає любові та розуміння.

## У ролях
- Сергій Шакуров — Олексій Сичов
- Зоя Александріді — Кет
- Сергій Челобанов — Ісус
- Леонід Ярмольник — господар квартири
- Данечка Кучменко — Ангел
- Ірина Шмельова — Маша
- Анна Генісаретська — Натаха
- Володимир Губанов — Самсон
- Юрій Звягінцев — Ісусик
- Григорій Багров — адвокат Хрякін
- Дельфін — епізод
- Ольга Агєєва — епізод
- Михайло Негін — епізод

## Знімальна група
- Автор сценарію: Сергій Дєрнов
- Режисер: Галина Юркова-Данелія
- Продюсер: Михайло Литвак
- Оператор: Сергій Філіппов
- Художник: Микола Ємельянов